# Nico Krämmer
Nicolas „Nico“ Krämmer (* 23. Oktober 1992 in Landshut) ist ein deutscher Eishockeyspieler, der seit Juli 2025 bei den Fischtown Pinguins Bremerhaven aus der Deutschen Eishockey Liga (DEL) unter Vertrag steht und dort auf der Position des Stürmers spielt. Zuvor war Krämmer bereits für den ERC Ingolstadt sowie die Hamburg Freezers, Kölner Haie, Adler Mannheim und den EHC Red Bull München in der DEL aktiv. Sein Onkel Gerd Truntschka war ebenfalls professioneller Eishockeyspieler.

## Karriere

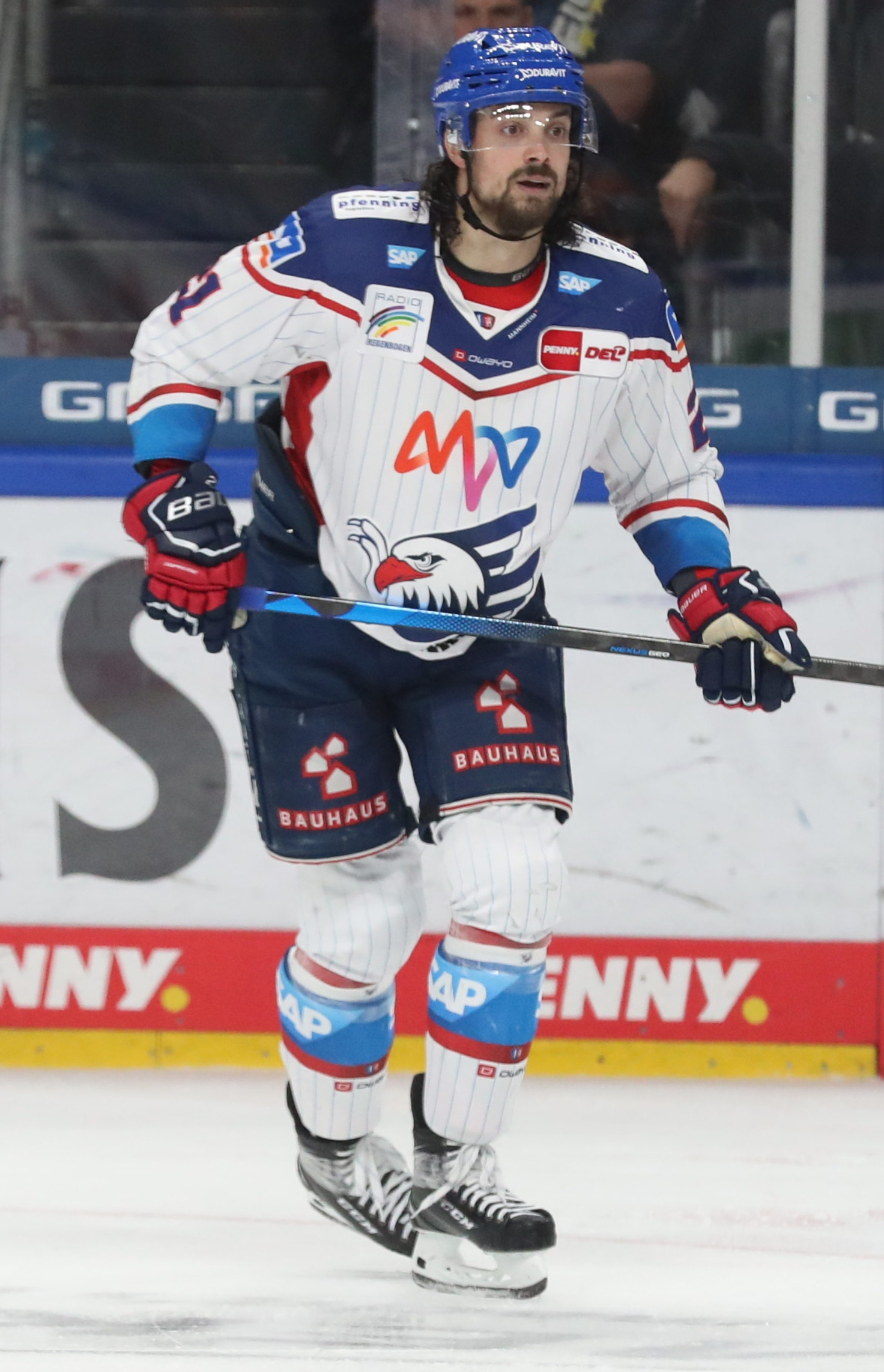
Krämmer im Trikot der Adler Mannheim (2022)

Nicolas Krämmer begann seine Karriere als Eishockeyspieler in seiner Heimatstadt in der Nachwuchsabteilung des EV Landshut, für dessen U18-Junioren-Mannschaft er von 2007 bis 2010 in der Deutschen Nachwuchsliga aktiv war. Für die Profimannschaft der Landshut Cannibals gab er in der Saison 2009/10 parallel sein Debüt in der 2. Bundesliga. In dieser bereitete er in seinem Rookiejahr in insgesamt 13 Spielen zwei Tore vor. Für die Saison 2010/11 ist er sowohl für Landshut in der 2. Bundesliga, sowie, mit einer Förderlizenz ausgestattet, für den ERC Ingolstadt in der Deutschen Eishockey Liga (DEL) spielberechtigt.
Im April 2011 erhielt er einen Vertrag bei den Hamburg Freezers, entschied sich dann aber für ein Engagement bei den Titan d’Acadie-Bathurst aus der Ligue de hockey junior majeur du Québec (LHJMQ), sein Dreijahresvertrag in Hamburg blieb davon unberührt. Nach der U20-Junioren-Weltmeisterschaft 2012 entschied sich der Stürmer gegen eine Rückkehr nach Nordamerika. Stattdessen lief er für den Rest der Saison 2011/12 für seinen Heimatverein Landshut Cannibals auf und gewann die Meisterschaft in der 2. Eishockey-Bundesliga. Ab der Saison 2012/13 war er fester Bestandteil im Kader der Freezers und verlängerte seinen Vertrag bei den Hanseaten bis 2018. Im Oktober 2015 gelang Krämmer beim 5:4-Sieg in der Partie gegen den EHC Red Bull München der erste Hattrick seiner Profikarriere.
Im Mai 2016 gaben die Freezers bekannt, keinen Lizenzantrag für die DEL-Saison 2016/17 einzureichen, damit wurden alle Spieler der Hamburger vereinslos. Anfang Juni 2016 wurde Krämmer von den Kölner Haien verpflichtet. Nach seinem Wechsel zu den Adler Mannheim gewann er mit seiner Mannschaft am Ende der Saison 2018/19 die Deutsche Meisterschaft. Nach vier weiteren Jahren bei den Mannheimern verließ der Stürmer nach der Spielzeit 2022/23 den Klub im Zuge eines großen Umbruchs im Kader und wechselte zum amtierenden Meister EHC Red Bull München. Dort war er zwei Jahre aktiv und wechselte im Sommer 2025 abermals innerhalb der DEL zu den Fischtown Pinguins Bremerhaven.

### International
Für Deutschland nahm Krämmer an der U18-Junioren-Weltmeisterschaft 2010 teil, bei der er mit seiner Mannschaft den Aufstieg in die Top Division erreichte. Er selbst trug mit vier Toren und drei Vorlagen in fünf Spielen zu diesem Erfolg bei. Im Februar 2015 debütierte der Linksschütze für die A-Nationalmannschaft und stand anschließend im Aufgebot für die Weltmeisterschaft 2015, wo er in fünf Partien eingesetzt wurde und dabei zwei Scorerpunkte erzielen konnte. Bei der Weltmeisterschaft 2018 stand der Stürmer erneut im Kader.

## Erfolge und Auszeichnungen
- 2011 DNL-Meister mit dem EV Landshut
- 2012 Meister der 2. Bundesliga mit dem EV Landshut
- 2019 Deutscher Meister mit den Adler Mannheim

### International
- 2010 Aufstieg in die Top-Division bei der U18-Junioren-Weltmeisterschaft der Division I
- 2012 Aufstieg in die Top-Division bei der U20-Junioren-Weltmeisterschaft der Division IA

## Karrierestatistik
Stand: Ende der Saison 2024/25

### International
Vertrat Deutschland bei:
| - U18-Junioren-Weltmeisterschaft der Division I 2010 - U20-Junioren-Weltmeisterschaft der Division IA 2012 - Weltmeisterschaft 2015 | - Weltmeisterschaft 2018 - Weltmeisterschaft 2021 - Olympischen Winterspielen 2022 |

(Legende zur Spielerstatistik: Sp oder GP = absolvierte Spiele; T oder G = erzielte Tore; V oder A = erzielte Assists; Pkt oder Pts = erzielte Scorerpunkte; SM oder PIM = erhaltene Strafminuten; +/− = Plus/Minus-Bilanz; PP = erzielte Überzahltore; SH = erzielte Unterzahltore; GW = erzielte Siegtore; 1 Play-downs/Relegation; Kursiv: Statistik nicht vollständig)